# Батіг Михайло Іванович
Миха́йло Іва́нович Баті́г (нар. 7 вересня 1955) — народний депутат України 1-го скликання.

## Біографія
Народився 7 вересня 1955 року у місті Львові в робітничій сім'ї. Українець, освіта вища, за спеціальністю журналіст, закінчив Львівський державний університет імені І. Франка.
1972 — лаборант СШ № 44 міста Львів.
1973 — служба в Радянській Армії.
1975 — слухач підготовчого відділення, студент Львівського державного університету.
1981 — завідувач відділу, заступник редактора, редактор Львівської обласної газети «Ленінська молодь» (пізніше перейменована на «Молода Галичина»).
1994 — генеральний директор Українського Національного Інформаційного Агентства.
Член бюро Львівського ОК ЛКСМУ, співголова обласного «Меморіалу», член крайової ради НРУ, делегат установчого з'їзду НРУ, член Великої ради представників НРУ. Член, голова Національної ради ДемПУ. Депутат ОР. Член правління Спілки журналістів України.
18 березня 1990 року обраний народним депутатом України, 2-й тур 56.04 % голосів, 5 претендентів.
- Львівська область
- Бузький виборчий округ № 270
- Дата прийняття депутатських повноважень: 15 травня 1990 року.
- Дата припинення депутатських повноважень: 10 травня 1994 року.

Входив до Народної Ради.
Член Комісії ВР України з питань гласності та засобів масової інформації.
Одружений, має дитину.